# William J. McCarthy (Gewerkschafter)
William J. McCarthy (* 2. September 1919 in Boston; † 19. November 1998 in Arlington, Virginia) war Präsident der International Brotherhood of Teamsters von 1989 bis 1991.

## Biografie
McCarthy wurde in Boston geboren und schon im Alter von 17 Jahren Mitglied der „Teamsters“, da er als Berufskraftfahrer auf der Strecke Boston – New York unterwegs war.
Nachdem er zehn Jahre hinter dem Lenkrad verbracht hatte, wurde er 1946 bei den Teamsters im "Local 25" in Boston angestellt, welche damals etwa 7000 Mitglieder hatte und damit die größte Ortsgruppe der Gewerkschaft in New England war. Er stieg schnell auf und wurde 1955 Präsident des „Local 25“ und 1969 Vizepräsident der Gesamtgewerkschaft unter Frank Fitzsimmons.
Als Vizepräsident kam damit auch das Präsidentenamt der Teamsters in Reichweite für ihn. McCarthy hatte offenbar die Ereignisse um das Verschwinden des ehemaligen Präsidenten Jimmy Hoffa nicht vergessen und als seine mögliche Präsidentschaft langsam konkreter wurde, verhielt er sich entsprechend.
1984 konnte das FBI ein Gespräch zwischen ihm, Jackie Presser (Nachfolger von Fitzsimmons) und den Mafioso Anthony Salerno („Fat Tony“) und John Trolone („Peanuts“) zu den Akten nehmen. Jackie Presser selbst fungierte bekanntlich als Informant des FBI.
McCarthy meinte darin die Entscheidung eines Mafiabosses zu benötigen, bevor er in den Teamsters weiter vorankommen könne. Und obwohl die New York Times von diesem Gespräch 1988 berichtete, wurde er 1989 Präsident der Teamsters.
Angesichts dieser erstmals dokumentierten 'Präsidentenfindung' durch Mobster verfügte deshalb 1991 ein Gericht die Wahl des Präsidenten der Transportarbeitergewerkschaft durch deren Mitglieder.
In dieser Wahl durch 1,6 Millionen Mitglieder verlor McCarthy dann gegen Ron Carey, der sich als Reformkandidat präsentiert hatte.
William J. McCarthy starb am 19. November 1998 im Alter von 79 Jahren im Symmes Hospital in Arlington, er hinterließ seine Frau, einen Bruder (John), zwei Töchter (Rosemary Treacy, Anne Prendergast), zwei Söhne (Chalsea und Lawrence), sowie elf Enkelkinder.